# Zou
Zou är ett av Benins tolv departement, och är beläget i den södra delen av landet. Den administrativa huvudorten är Abomey. Befolkningen uppgick till 851 580 invånare vid folkräkningen 2013, på en yta av 5 243 km². Departementet har en kort gränssträcka mot grannlandet Togo i den nordvästra delen.

## Administrativ indelning

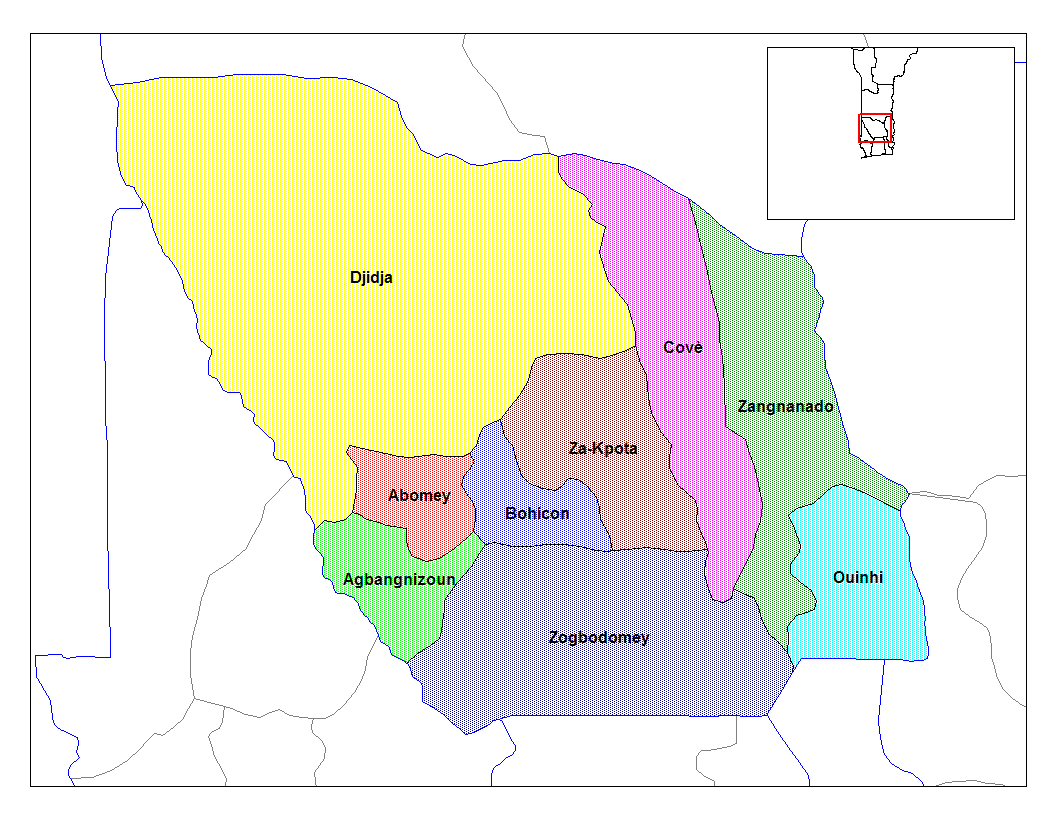
Karta över Zous kommuner.

Departementet är indelat i nio kommuner:
- Abomey
- Agbangnizoun
- Bohicon
- Cové
- Djidja
- Ouinhi
- Zagnanado
- Za-Kpota
- Zogbodomey